# سرفيل ديناوي
سرفيل ديناوي (الاسم العلمي:Physocaulis denaense) هو نوع غير مؤكد من النباتات يتبع جنس السرفيل المنفوخ من الفصيلة الخيمية.